# Caloplaca subpallida
Caloplaca subpallida är en lavart som beskrevs av Hugo Magnusson. Caloplaca subpallida ingår i släktet orangelavar och familjen Teloschistaceae.   Inga underarter finns listade i Catalogue of Life.